# Jūza Unno
Jūza Unno ou Jūzō Unno (海野 十三), né le 26 décembre 1897 à Tokushima et mort le 17 mai 1949 , est le nom d'auteur de Sano Shōichi (佐野 昌一), père fondateur de la science-fiction japonaise. 

## Biographie
Il naît dans une famille de médecins de la ville de Tokushima. Il entame sa carrière d'écrivain en 1928 avec L'Affaire de la mort mystérieuse dans le bain électrique (Denkifuro no kaishijiken).
Au cours de la Guerre du Pacifique il écrit un grand nombre de romans de science-fiction. La défaite du Japon à l'issue de la Seconde Guerre mondiale est pour lui un coup dur, et Unno passe les dernières années de sa vie dans un état de profonde prostration. Les caractères formant son nom se lisent aussi Jūzō Unno. Il écrit également quelques romans policiers.
Les travaux scientifiques d'Unno sont influencés par ceux de Nikola Tesla.
Le capitaine "Okita Juzo" de Space Battleship Yamato est ainsi nommé en son hommage.

## Œuvres
- Aru Uchū-jin no Himitsu (ある宇宙塵の秘密)
- Angō Onban Jiken (暗号音盤事件)
- Ikiteiru Chō (生きている腸)
- Uchū Joshū Dai Ichi-gō (宇宙女囚第一号)
- Uchū Sentai (宇宙戦隊)
- Uchū Senpei (宇宙尖兵)
- Uchū no Maigo (宇宙の迷子)
- Unno Jūza Haisen Nikki (海野十三敗戦日記)
- Ei Hondo Jōriku Sakusen no Zen'ya (英本土上陸作戦の前夜)
- Osoroshiki Tsuya (恐しき通夜)
- Gaikotsukan (骸骨館)
- Kaisei Gan (怪星ガン)
- Kaitei Toshi (海底都市)
- Kagi kara Nukedashita Onna (鍵から抜け出した女)
- Kaban Rashikunai Kaban (鞄らしくない鞄)
- Kayakusen (火薬船)
- Kifutsudō Jiken (鬼仏洞事件)
- Kyōryū-tei no Bōken (恐竜艇の冒険)
- Kyōryū-tō (恐竜島)
- Kinzoku Ningen (金属人間)
- Kūchū Hyōryū Isshūkan (空中漂流一週間)
- Gun'yōzame (軍用鮫)
- Kōun no Kuroko (幸運の黒子)
- Kokusai Satsujin-dan no Hōkai (国際殺人団の崩壊)
- Sankakkei no Kyōfu (三角形の恐怖)
- Sanju-nen Go no Sekai (三十年後の世界)
- Sannin no Sōseiji (三人の双生児)
- Jigoku Kaidō (地獄街道)
- Jūhachi-ji no Ongaku-yoku (十八時の音楽浴)
- Shōnen Tanteichō (少年探偵長)
- Jinzō Ningen Efu-shi (人造人間エフ氏)
- Sekigaisen Otoko (赤外線男)
- Sen-nen Go no Sekai (千年後の世界)
- Dai Uchū Enseitai (大宇宙遠征隊)
- Dai Go Hyōgaki (第五氷河期)
- Chikyū Yōsai (地球要塞)
- Chikyū wo Nerau Mono (地球を狙う者)
- Chichūma (地中魔)
- Chō-Ningen X-go (超人間Ｘ号)
- Tōmei Neko (透明猫)
- Tokkyo Tawan Ningen Hōshiki (特許多腕人間方式)
- 2000 nen Sensō (二、〇〇〇年戦争)
- Nō no Naka no Reijin (脳の中の麗人)
- Hitotsubokan (一坪館)
- Hyōgaki no Kaijin (氷河期の怪人)
- Fushigikoku Tanken (ふしぎ国探検)
- Fushū (俘囚)
- Hōsō Sareta Yuigon (放送された遺言)
- Maruamru Jū (○○獣)
- Miezaru Teki (見えざる敵)
- Yūsei Shokumin Setsu (遊星植民説)
- Yūrei-sen no Himitsu (幽霊船の秘密)
- Yohōshō Kokuji (予報省告示)
- Reikon Dai Jū-gō no Himitsu (霊魂第十号の秘密)
- Jinzō Ningen Satsugai Jiken (人造人間殺害事件)

### Série Utei Tenku
Série Utei Tenku (烏啼天駆シリーズ):
- Kizoku wa Shiharau (奇賊は支払う)
- Shinzō Tōnan (心臓盗難)
- Kizoku Higan (奇賊悲願)
- Angō no Yakuwari (暗号の役割)
- Surikae Kaiga (すり替え怪画)

### Sous le pseudonyme de Oka Kyūjūrō
- Yukima (雪魔)
- Chikyū Hakkyō Jiken (地球発狂事件)

## Source de la traduction
- (en) Cet article est partiellement ou en totalité issu de l’article de Wikipédia en anglais intitulé « Unno Juza » (voir la liste des auteurs).